# Лучник і Списоносець

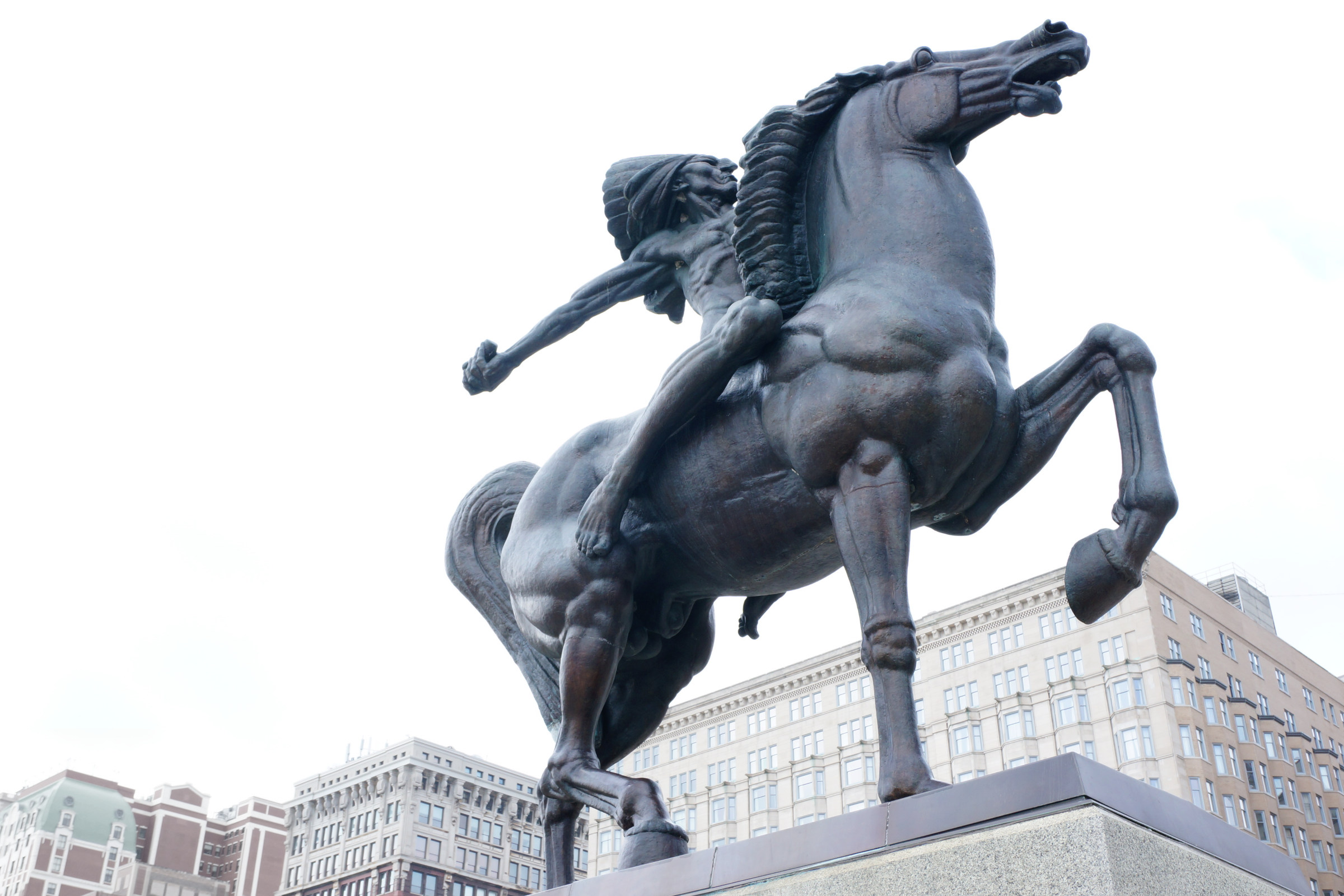
Списоносець

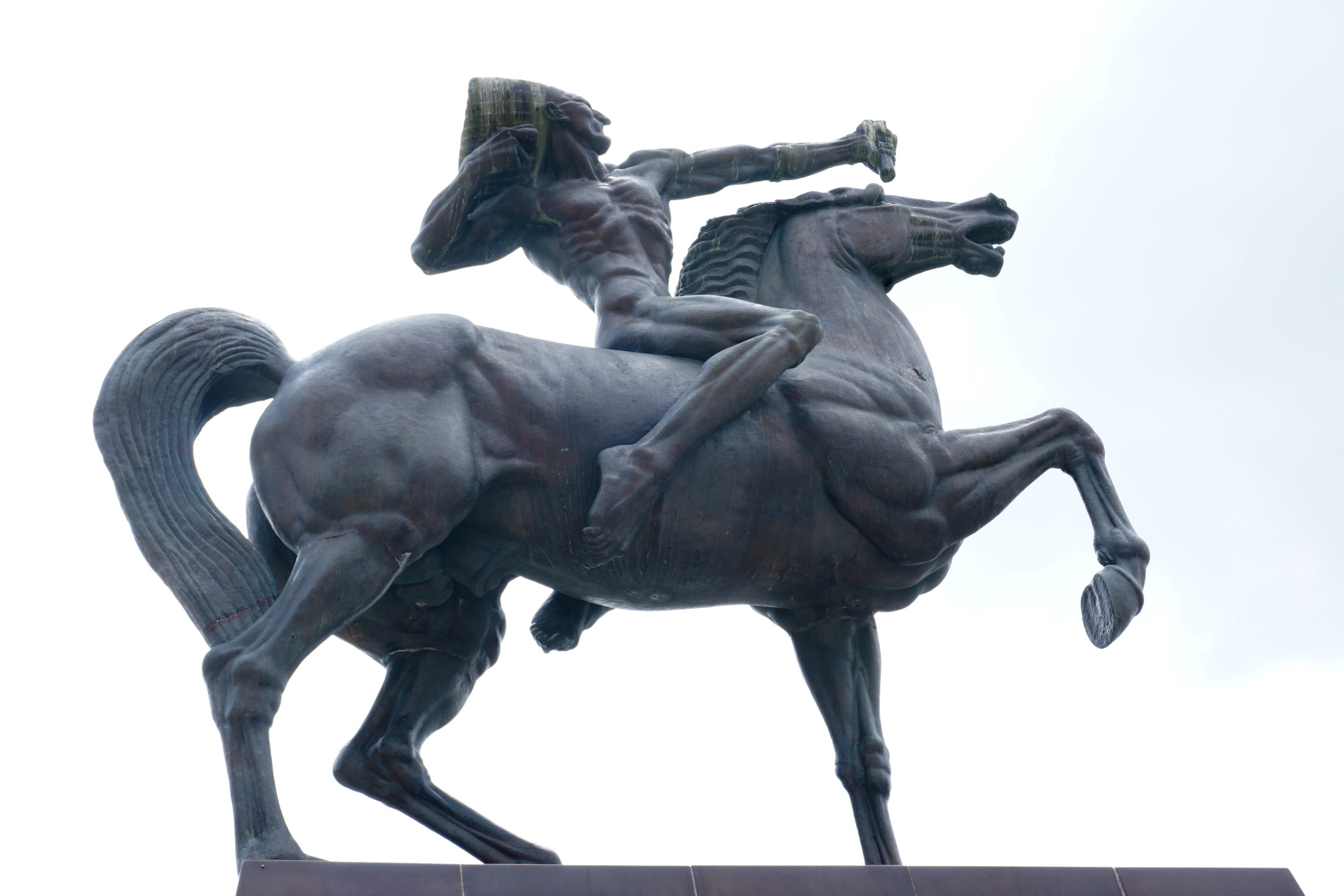
Лучник

Лучник та Списоносець, також відомі під назвою «Кінні індіанці»  або просто індіанці  — це дві бронзові скульптури вершників, що стоять як воротарі на площі Конгрес-Плаза, на перетині Іди Б. Уеллс-Драйв та Мічиган-авеню в чиказькому Грант-Парку, американський штат Іллінойс. Скульптури були зроблені в Загребі хорватським скульптором Іваном Мештровичем і встановлені біля входу на набережній в 1928 році. Фінансування здійснював Фонд Бенджаміна Фергюсона. 

## Структура
Кожна статуя стоїть на висоті 17 футів і лежить на 18-футовому гранітному постаменті.  Коли площа була вперше спроектована, статуї повинні були охороняти великі сходи в парк. Однак ці сходи було знято, коли в 1940-х роках Конгрес-парк було продовжено.  Дослідження в 2006 році припустили, що написи на п’єдесталах, розроблені архітекторами Holabird & Root, були виконані скульптором Рене Полом Шамбелланом. 

## Історія

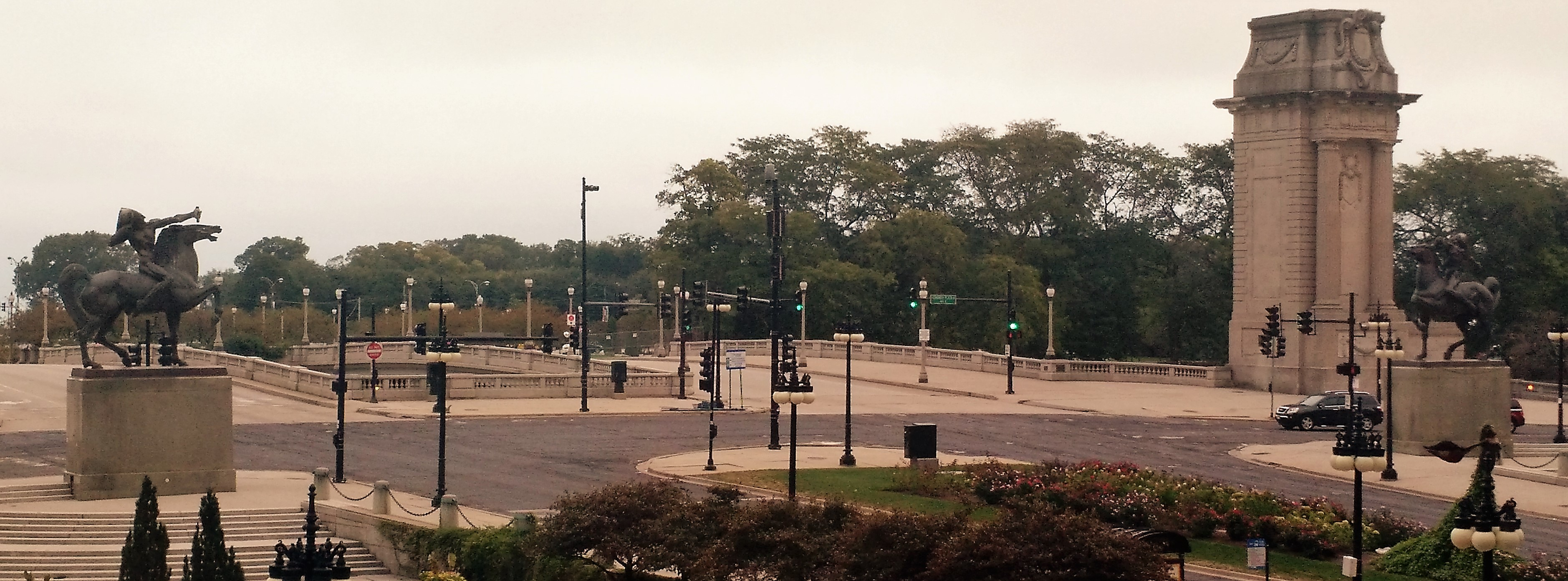
Вхід до Грант-парку на Іда Б. Уеллс-Драйв біля Мічиган-авеню, по обидва боки від якого розташовані Лучник та "Списоносець"

Ідея розміщення великих скульптур біля входу до парку виникла у знаменитого містобудівника Даніеля Бернхема в Чиказькому плані 1909 року. Бернхем, людина зі зором і харизмою, сильно вплинув на те, як сьогодні виглядає набережна. Він уявив собі величезний парк, що тягнеться від Мічиган-авеню до берега озера, наповненого прекрасними садами, доріжками та громадськими творами мистецтва. Однак сам Бернхем планував, щоб дві статуї були «одна індіанцем» і одна «зображенням білих піонерів-завойовників»
Незвичайним аспектом скульптур є те, що на обох фігурах бракує відповідної зброї, лука та стріли та списа. Опущення зброї було навмисним, оскільки художник вважав за краще, щоб вона була «залишена уяві, тоді як увага зосереджена на сміливих лініях мускулатури як людини, так і звіра, а також лінійних візерунках грив і хвостів коней. і головні убори фігур».  Незважаючи на те, що зброї насправді ніколи не існувало, з часом існувало багато теорій щодо передбачуваного місця їх перебування. Деякі вважають, що вони були сприйняті як складна витівка, тоді як у інших складається враження, що їхнє відсторонення виявило повагу після подій 11 вересня 2001 року . 
Один автор сказав про ці роботи: «Найкращими монументальними скульптурами Мештровича є його чиказькі індіанці (1926-27), вони не надто очевидно стилізовані: м'язи вершників майже анатомічно реалістичні. . . Ці статуї показують, наскільки важливіше справжнє скульптурне почуття, ніж ідеологія, бо Мештрович навряд чи знав щось про ідеали американських індіанців, і вони, звичайно, не зворушили його». 
Після завершення ряду статуй в Європі та інших частинах світу Мештрович повернувся до Сполучених Штатів і провів решту свого життя відомим професором спочатку в Університеті Сіракуз, а пізніше в Університеті Нотр-Дам.

## Координати широти та довготи
- Лучник :41°52′34″ пн. ш. 87°37′25″ зх. д. / 41.87598° пн. ш. 87.62348° зх. д.
- Списоносець :41°52′32″ пн. ш. 87°37′25″ зх. д. / 41.87550° пн. ш. 87.62348° зх. д.

## Подальше читання
- - Kečkemet, Duško, Ivan Meštrović, Publishing House, Beograd, Jugoslavija  1964
  - Kečkemet, Duško, Ivan Meštrović – Split, Meštrović Gallery Split and Spektar Zagreb, Yugoslavia  1969
  - Kečkemet, Duško, Ivan Meštrović, McGraw-Hill Book Company, NY, NY  1970
  - Kvaran, Einar Einarsson Architectural Sculpture in America, unpublished manuscript
  - Schmeckebier, Laurence, Ivan Meštrović – Sculptor and Patriot, Syracuse University Press, Syracuse, NY  1959